# Fent János
Fent János (Tényő, 1905. december 26. – Budapest, 1992. június 11.) magyar festőművész, díszletfestő.

## Élete
Kezdetben Bodajkon Nógrádi László és Marsovszky Endréné tanította, majd Say Géza tanítványa lett Székesfehérváron. A húszas évek közepén Budapestre Podolini Wolkmann magániskolájába járt.
Fővárosi ösztöndíjjal a Székesfehérvári Iparrajz Iskolában hét évig tanult, majd 1955-56 között vendéghallgatóként járt a Képzőművészeti Akadémiára is.
1935-től a Magyar Állami Operaház díszletfestőjeként dolgozott. Kedvelte a természetet, számos tájképet festett.
Nyaranta mindig visszatért Bodajkra pihenni és festeni. Szívesen tette, hiszen hét testvére közül többen ott éltek és felesége is bodajki származású. Végső nyughelye is a bodajki katolikus temetőben található.
Realista tájképfestőként szakmai körökben is elismerték. Művészi küldetésének tartotta megörökíteni a régi tájak, épületek szépségét. Bodajkon több kiállítást rendezett, Budapesten a régi Tabán utcáit mutatta be akvarell kiállításán.

## Ajánlott irodalom
- Egy ifjú festőművészi pályáért. Fejér Megyei Hírlap, 1928. augusztus 18. p. 1.
- Zágoni Erzsébet: A szabólegény visszatért. Kiállítás Bodajkon. Fejér Megyei Hírlap, 1980. december 29. p. 5.
- Mély fájdalommal... Fejér Megyei Hírlap, 1992. június 16. p. 12.
- Fellegi Imre: Bodajki Helytörténeti Gyűjtemény. 42. kötet.

## Külső hivatkozások
- Fejér megyei életrajzi lexikon